# Athanase Matti Shaba Matoka
Athanase Matti Shaba Matoka (Bartelli, 20 de junho de 1930 – Beirute, 19 de março de 2025) foi arcebispo emérito de Bagdá.
Athanase Matti Shaba Matoka foi ordenado sacerdote em 17 de outubro de 1954.
Em 25 de agosto de 1979, o Papa João Paulo II o nomeou bispo titular de Dara dei Siri e bispo auxiliar em Bagdá.
Foi ordenado bispo pelo Patriarca de Antioquia, Inácio Antoine II Hayek, em 8 de dezembro do mesmo ano; Os co-consagradores foram Cyrille Emmanuel Benni, arcebispo de Mosul, e Joseph Jacob Abiad, arcebispo de Homs.
Em 15 de julho de 1983, João Paulo II o nomeou arcebispo de Bagdá. Papa Bento XVI aceitou em 1 de março de 2011 sua renúncia por motivos de idade.

## Morte
Athanase morreu no dia 19 de março de 2025 aos 93 anos.